# تنتو
تنتو (انگلیسی: Tonto) شخصیتی خیالی است. او بومی آمریکایی (یا کومانچی یا پوتاواتومی) همراه رنجر تنها، شخصیتی محبوب آمریکایی وسترن است که توسط جورج دابلیو. ترندل و فران استرایکر خلق شده‌است. تنتو در مجموعه‌های رادیویی و تلویزیونی و ارائه‌های دیگری از ماجراهای شخصیت‌ها در تصحیح اشتباهات در غرب ایالات متحده قرن نوزدهم ظاهر شده‌است.
این شخصیت در آثار گوناگونی نظیر رنجر تنها و رنجر تنها دوباره می‌راند ساختهٔ ریپابلیک پیکچرز به تصویر کشیده شده‌است. بازیگر آمریکایی، جانی دپ، این نقش این شخصیت را در رنجر تنها (۲۰۱۳) به تصویر کشیده‌است.

## برای مطالعهٔ بیشتر
- Dunning, John (1998). On the Air: The Encyclopedia of Old-Time. New York: Oxford University Press. pp. 404–409. ISBN 0-19-507678-8. The Lone Ranger, the pinnacle.
- Misiak, Zig (2012). Tonto: The Man in Front of the Mask. self published. ISBN 978-0-9811880-6-5. Archived from the original on 12 November 2007. Retrieved 3 September 2021. Biography of Jay Silverheels.
- Osgood, Dick (1981). Wyxie Wonderland: An Unauthorized Fifty-Year Diary of WXYZ, Detroit. Bowling Green, Ohio: Bowling Green University. p. 537. ISBN 978-0-87972-186-2.